# Quentin Lafargue
Quentin Lafargue (Mazères, 17 de novembro de 1990) é um desportista francês que compete no ciclismo na modalidade de pista, especialista nas provas de velocidade e contrarrelógio.
Ganhou oito medalhas no Campeonato Mundial de Ciclismo em Pista entre os anos 2015 e 2020, e sete medalhas no Campeonato Europeu de Ciclismo em Pista entre os anos 2017 e 2019. Nos Jogos Europeus de 2019 obteve uma medalha de prata na prova de velocidade por equipas.

## Medalheiro internacional
| Campeonato Mundial | Campeonato Mundial         | Campeonato Mundial | Campeonato Mundial     |
| Ano                | Lugar                      | Medalha            | Competição             |
| ------------------ | -------------------------- | ------------------ | ---------------------- |
| 2015               | Saint-Quentin ( França)    | Medalha de bronze  | Velocidade individual  |
| 2016               | Londres ( Reino Unido)     | Medalha de bronze  | 1 km contrarrelógio    |
| 2017               | Hong Kong ( China)         | Medalha de prata   | 1 km contrarrelógio    |
| 2017               | Hong Kong ( China)         | Medalha de bronze  | Velocidade por equipas |
| 2018               | Apeldoorn ( Países Baixos) | Medalha de bronze  | Velocidade por equipas |
| 2019               | Pruszków ( Polónia)        | Medalha de ouro    | 1 km contrarrelógio    |
| 2019               | Pruszków ( Polónia)        | Medalha de prata   | Velocidade por equipas |
| 2020               | Berlim ( Alemanha)         | Medalha de prata   | 1 km contrarrelógio    |
| Jogos Europeus     |                            |                    |                        |
| Ano                | Lugar                      | Medalha            | Competição             |
| 2019               | Minsk ( Bielorrússia)      | Medalha de prata   | Velocidade por equipas |
| Campeonato Europeu |                            |                    |                        |
| Ano                | Lugar                      | Medalha            | Competição             |
| 2014               | Baie-Mahault ( França)     | Medalha de bronze  | 1 km contrarrelógio    |
| 2016               | Saint-Quentin ( França)    | Medalha de ouro    | 1 km contrarrelógio    |
| 2017               | Berlim ( Alemanha)         | Medalha de ouro    | Velocidade por equipas |
| 2017               | Berlim ( Alemanha)         | Medalha de bronze  | 1 km contrarrelógio    |
| 2018               | Glasgow ( Reino Unido)     | Medalha de prata   | Velocidade por equipas |
| 2019               | Apeldoorn ( Países Baixos) | Medalha de ouro    | 1 km contrarrelógio    |
| 2019               | Apeldoorn ( Países Baixos) | Medalha de bronze  | Velocidade por equipas |

1. ↑  Competiu na rodada de classificação.